# Jonny Edgar
Jonny Edgar (Whitehaven, 2004. február 13. –) brit autóversenyző.

## Pályafutása

### Gokart
Edgar 2012-ben kezdte meg pályafutását, gokartozással. Legjobb eredményét 2017-ben érte el, amikor megnyerte a CIK-FIA Európa-bajnokságot az OK Junior osztályban Hadrien David, Zane Maloney és Jack Doohan előtt.

### Formula–4
2019-ben ült először együléses formulaautóban, az olasz Formula–4-bajnokságban a svájci Jenzer Motorport színeiben, miközben szabadkártyásként néhány fordulón részt vett a Németországban futó ADAC Formula–4-ben is. Olaszországban két dobogót, valamint két pole-pozíciót is szerzett. A tabella 10. helyen zárt 97 szerzett ponttal.
2020-ban is ebben a két sorozatban állt rajthoz, azonban a koronavírus-járvány miatti beutazási korlátozások után csak részidőben volt ott Olaszországban. A német bajnokságot a holland Van Amersfoort Racing versenyzőjeként, egy másik Red Bull Junior és csapattársa, az amerikai Jak Crawforddal szemben sikerült megnyernie, mindössze 2 pont előnnyel.

### Formula–3

#### 2021
2020 októberében bejelentették, hogy az MP Motorsport tagjaként ott lesz az FIA Formula–3 bajnokság szezon utáni tesztelésén Barcelonában. 2021. január 15-én a Carlin csapata bejelentette hogy a 2021-es szezonban náluk fog indulni az izraeli Ido Cohen és az amerikai Kaylen Frederick csapattársaként. Az első fordulóban, a szezonnyitó versenyen a pole-pozícióból indult a fordított rajtrácsos szabály miatt. A futamon az 5. helyen intették le. A Hungaroringen az 1. sprintfutamon a fordított mezőny első helyéről kezdte meg a versenyt, de a 8. körben autója meghibásodott, így az élről kiállni kényszerült. Ezt követően, a kiírás második felében már nem tudott pontot szerezni, legjobb eredménye egy 14. hely volt az évad legutolsó versenyéről, Szocsiból. A bajnoki összetettben a 18. helyet foglalta el 23 gyűjtött egységgel.

#### 2022
2022. január 14-én a Red Bull nyilvánosságra hozta a 2022-es fiatal pilótáik menetrendjét, melyből kiderült, hogy Edgar a konstruktőri bajnoki címvédő Trident versenyzője lett. 2022. április 4-én saját közösségi oldalán jelentette be, hogy súlyos, és jelenleg gyógyíthatatlan, úgynevezett Crohn-betegséggel diagnosztizálták, így felfüggesztette pályafutását és rehabilitációjára koncentrált. Helyét a dán Oliver Rasmussen vette át.
Június 25-én, közel 3 hónapos kihagyást követően ismertette, hogy Silverstone-ban visszatér a pályára, ugyanis egészsége lehetővé tette ezt. A fő versenyen megszerezte első pontjait az idényben egy 8. hellyel. Ezt követően is több alkalommal sikerült stabil pontokat hoznia. Végül a 12. helyen végzett a tabellán, ezzel segítette alakulatát a 2. helyhez a csapatbajnokságban, és ő lett a legmagasabban helyezett versenyző, aki legalább két fordulót kihagyott. Az év vége után részt vett a szezon utáni teszten, Franco Colapinto és Mari Boya partnereként az MP Motorsportnál.

#### 2023
A 2023-as szezonban, egy sikeres teszt után az MP Motorsporthoz igazolt. Az első négy fordulójában csak két pontot tudott gyűjteni, majd az ötödik és hatodik helyen végzett Ausztriában. A szezon legutolsó versenyén, a monzai fő futamon megszerezte első és egyben utolsó győzelmét is kategóriában, miután egy biztonsági autós fázist követően az utolsó kört is megfelelően kontrollálta. 

### Formula–1
2017 szeptemberében a Red Bull Junior Team tagja lett. 2023 elején biztossá vált, hogy távozik a programból.

### Sportautózás
2023 végén debütált a sportautózás világában is, a brit GT-bajnokságban egy McLaren 720S GT3 Evo-val vezetett a Garage 59 csapatánál a doningtoni szezonzárón.

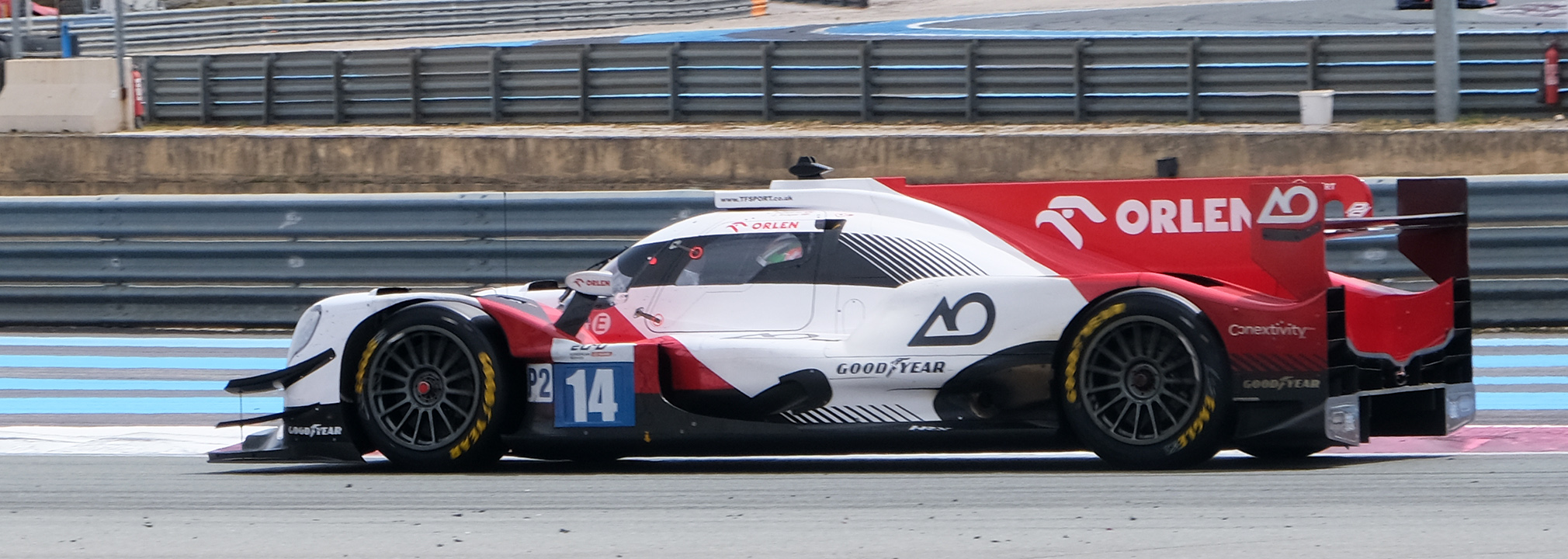
Edgarék triója a 2024-es Le Castellet-i forduló során.

2024-ben a Daytonai 24 órás versenyen a Sean Creech Motorsport LMP2-es felállásának tagja lett. Teljes évben az európai Le Mans-szériában indult ahol Robert Kubica és Louis Delétraz partnereként az AO by TF csapatánál. Edgar átvette a vezetést a Le Castellet-i forduló során, így a 3. helyen intették le őket. Spa-ban a trió megszerezte első győzelmét az évben, majd a szezonzárón begyűjtött 2. hely után bajnoki címet ünnepelhettek a szériában.
2024 decemberében bejelentésre került, hogy a 2025-ös hosszútávú-világbajnokság (WEC) során a TF Sport csapatánál megy egy Chevrolet Corvette Z06 GT3.R-rel az LMGT3-as kategóriában Daniel Juncadella és Ben Keating mellett.

## Eredményei

### Karrier összefoglaló
| Szezon | Bajnokság                   | Csapat                 | Verseny | Győzelem | Pole | Leggyorsabb kör | Dobogós helyezés | Pont | Helyezés |
| ------ | --------------------------- | ---------------------- | ------- | -------- | ---- | --------------- | ---------------- | ---- | -------- |
| 2019   | Olasz Formula–4-bajnokság   | Jenzer Motorsport      | 21      | 0        | 2    | 2               | 2                | 97   | 10.      |
| 2019   | ADAC Formula–4-bajnokság    | Jenzer Motorsport      | 6       | 0        | 0    | 0               | 0                | 0    | HN‡      |
| 2019   | Spanyol Formula–4-bajnokság | Jenzer Motorsport      | 3       | 0        | 2    | 0               | 3                | 39   | 14.      |
| 2020   | ADAC Formula–4-bajnokság    | Van Amersfoort Racing  | 21      | 6        | 5    | 6               | 11               | 300  | 1.       |
| 2020   | Olasz Formula–4-bajnokság   | Van Amersfoort Racing  | 14      | 2        | 1    | 3               | 6                | 169  | 4.       |
| 2021   | Formula–3                   | Carlin Buzz Racing     | 20      | 0        | 0    | 0               | 0                | 23   | 18.      |
| 2022   | Formula–3                   | Trident                | 14      | 0        | 0    | 2               | 0                | 46   | 12.      |
| 2023   | Formula–3                   | MP Motorsport          | 18      | 1        | 0    | 0               | 1                | 55   | 13.      |
| 2023   | Brit GT-bajnokság           | Garage 59              | 1       | 0        | 0    | 0               | 0                | 0    | HN       |
| 2024   | Európai Le Mans-széria      | Orlen Team AO by TF    | 6       | 1        | 0    | 0               | 4                | 93   | 1.       |
| 2024   | IMSA                        | Sean Creech Motorsport | 3       | 0        | 0    | 0               | 0                | 755  | 30.      |
| 2025   | WEC                         | TF Sport               | 0       | 0        | 0    | 0               | 0                | 0*   | HN*      |
| 2025   | IMSA                        | AO Racing              | 0       | 0        | 0    | 0               | 0                | 0*   | HN*      |

* A szezon jelenleg is zajlik.
‡ Mivel Edgar vendégpilóta volt, ezért nem részesült bajnoki pontokban.

### Teljes FIA Formula–3-as eredménysorozata
(Táblázat értelmezése)

(Félkövér: pole-pozícióból indult; dőlt: leggyorsabb kört futott) 

| Év   | Csapat             | 1          | 2          | 3           | 4          | 5          | 6          | 7          | 8          | 9          | 10         | 11         | 12         | 13         | 14         | 15         | 16         | 17         | 18         | 19         | 20        | 21         | Helyezés | Pont |
| ---- | ------------------ | ---------- | ---------- | ----------- | ---------- | ---------- | ---------- | ---------- | ---------- | ---------- | ---------- | ---------- | ---------- | ---------- | ---------- | ---------- | ---------- | ---------- | ---------- | ---------- | --------- | ---------- | -------- | ---- |
| 2021 | Carlin Buzz Racing | ESP SP1 5  | ESP SP2 6  | ESP FEA 16  | FRA SP1 28 | FRA SP2 23 | FRA FEA 14 | AUT SP1 6  | AUT SP2 5  | AUT FEA 10 | HUN SP1 Ki | HUN SP2 26 | HUN FEA Ki | BEL SP1 21 | BEL SP2 17 | BEL FEA 19 | NED SP1 19 | NED SP2 25 | NED FEA 15 | RUS SP1 18 | RUS SP2 T | RUS FEA 14 | 18.      | 23   |
| 2022 | Trident            | BHR SPR 13 | BHR FEA 11 | IMO SPR     | IMO FEA    | ESP SPR    | ESP FEA    | GBR SPR 15 | GBR FEA 8  | AUT SPR 7  | AUT FEA 21 | HUN SPR 13 | HUN FEA 24 | BEL SPR 4  | BEL FEA 5  | NED SPR 4  | NED FEA 9  | ITA SPR 5  | ITA FEA 8  |            |           |            | 12.      | 46   |
| 2023 | MP Motorsport      | BHR SPR 9  | BHR FEA 23 | AUS FEA Kiz | AUS FEA 11 | MON SPR Ki | MON FEA 14 | ESP SPR 12 | ESP FEA 15 | AUT SPR 5  | AUT FEA 6  | GBR SPR 28 | GBR FEA Hn | HUN SPR 8  | HUN FEA 8  | BEL SPR 4  | BEL FEA 19 | ITA SPR Ki | ITA FEA 1  |            |           |            | 13.      | 55   |

### Teljes Európai Le Mans-széria eredménysorozata
(Táblázat értelmezése)

(Félkövér: pole-pozícióból indult; dőlt: leggyorsabb kört futott) 

| Év   | Csapat              | Osztály | Autó     | 1     | 2     | 3     | 4     | 5     | 6     | Helyezés | Pont |
| ---- | ------------------- | ------- | -------- | ----- | ----- | ----- | ----- | ----- | ----- | -------- | ---- |
| 2024 | Orlen Team AO by TF | LMP2    | Oreca 07 | CAT 7 | LEC 3 | IMO 2 | SPA 1 | MUG 5 | ALG 2 | 1.       | 93   |

### Le Mans-i 24 órás autóverseny
| Év   | Csapat   | Csapattárs                    | Autó                         | Kategória | Kör | Összetett Helyezés | Kategória Helyezés |
| ---- | -------- | ----------------------------- | ---------------------------- | --------- | --- | ------------------ | ------------------ |
| 2025 | TF Sport | Daniel Juncadella Ben Keating | Chevrolet Corvette Z06 GT3.R | LMGT3     |     |                    |                    |

### Teljes WEC eredménysorozata
(Táblázat értelmezése)

(Félkövér: pole-pozícióból indult; dőlt: leggyorsabb kört futott) 

| Év   | Csapat   | Osztály | Autó                         | 1     | 2   | 3   | 4   | 5   | 6   | 7   | 8   | Helyezés | Pont |
| ---- | -------- | ------- | ---------------------------- | ----- | --- | --- | --- | --- | --- | --- | --- | -------- | ---- |
| 2025 | TF Sport | LMGT3   | Chevrolet Corvette Z06 GT3.R | QAT . | IMO | SPA | LMS | SÃO | COA | FUJ | BHR | HN*      | 0*   |

* A szezon jelenleg is zajlik.